# Elecciones municipales de Pasco de 2022
Las elecciones municipales de Pasco de 2022 se llevaron a cabo el 2 de octubre de 2022 para elegir al alcalde y al Concejo Provincial de Pasco para el periodo 2023-2026. La elección se celebró simultáneamente con elecciones regionales y municipales (provinciales y distritales) en todo el Perú.

## Sistema electoral
La Municipalidad Provincial de Pasco es el órgano administrativo y de gobierno de la provincia de Pasco. Está compuesta por el alcalde y el Concejo Provincial.
La votación del alcalde y el concejo se realiza en base al sufragio universal, que comprende a todos los ciudadanos nacionales mayores de dieciocho años, empadronados y residentes en la provincia de Pasco y en pleno goce de sus derechos políticos, así como a los ciudadanos no nacionales residentes y empadronados en la provincia de Pasco. No hay reelección inmediata de alcaldes.
El Concejo Provincial de Pasco está compuesto por 11 regidores elegidos por sufragio directo para un período de cuatro (4) años, en forma conjunta con la elección del alcalde (quien lo preside). La votación es por lista cerrada y bloqueada. Se asigna a la lista ganadora los escaños según el método d'Hondt o la mitad más uno, lo que más le favorezca.

## Composición del Concejo Provincial de Pasco
La siguiente tabla muestra la composición del Concejo Provincial de Pasco antes de las elecciones.
| Partidos | Partidos                 | Regidores |
| -------- | ------------------------ | --------- |
|          | Pasco Dignidad           | 7         |
|          | Alianza para el Progreso | 2         |
|          | Podemos Perú             | 1         |
|          | Pasco Verde              | 1         |

## Elecciones internas
Los partidos políticos realizaron la convocatoria a elecciones internas (15–22 de enero de 2022) para definir a los candidatos de sus organizaciones en listas cerradas y bloqueadas. Se sometieron a elección las candidaturas a:
- Alcaldías provinciales de Pasco (3 candidaturas).
- Concejos provinciales de Pasco (27 candidaturas).
- Alcaldías distritales de Pasco (26 candidaturas).
- Concejos distritales de Pasco (132 candidaturas).

Existen dos modalidades para la organización de las elecciones internas:
- Modalidad de elección directa: con voto universal, libre, voluntario, igual, directo y secreto de los afiliados. Fue la modalidad utilizada por Pasco Dignidad,[5] Alianza para el Progreso[6] y Somos Perú.[7] Las elecciones se realizaron el 15 de mayo de 2022.
- Modalidad de delegados: a través de delegados previamente elegidos mediante voto universal, libre, voluntario, igual, directo y secreto de los afiliados. Fue la modalidad utilizada por Podemos Perú,[8] Pasco Verde,[5] Perú Libre,[9] Pasco Unido,[5] Movimiento Regional Juventud Pasqueña[5] y Frente de la Esperanza.[10] Las elecciones se realizaron el 22 de mayo de 2022.

## Partidos y candidatos
A continuación se muestra una lista de los principales partidos y alianzas electorales que participaron en las elecciones:
| Candidatura | Candidatura | Partidos y alianzas                                | Candidatos | Candidatos                | Ideología                                                          | Resultado previo | Resultado previo | Ref.   |
| Candidatura | Candidatura | Partidos y alianzas                                | Candidatos | Candidatos                | Ideología                                                          | Votos (%)        | Reg.             | Ref.   |
| ----------- | ----------- | -------------------------------------------------- | ---------- | ------------------------- | ------------------------------------------------------------------ | ---------------- | ---------------- | ------ |
|             | PD          | Lista - Pasco Dignidad (PD)                        |            | Amanda López Gamarra      | Regionalismo pasqueño                                              | 22.96%           | 7                | [ 11 ] |
|             | APP         | Lista - Alianza para el Progreso (APP)             |            | Luis Colqui Salomé        | Liberalismo económico Conservadurismo liberal Populismo de derecha | 18.64%           | 2                | [ 12 ] |
|             | PP          | Lista - Podemos Perú (PP)                          |            | Joel Camones Medrano      | Conservadurismo social Populismo Nacionalismo                      | 16.94%           | 1                | [ 11 ] |
|             | PV          | Lista - Pasco Verde (PV)                           |            | Roger Taquire Meléndez    | Regionalismo pasqueño                                              | 11.77%           | 1                | [ 12 ] |
|             | SP          | Lista - Somos Perú (SP)                            |            | Julio Rupay Malpartida    | Democracia cristiana Conservadurismo social                        | 7.71%            | 0                | [ 11 ] |
|             | PL          | Lista - Perú Libre (PL)                            |            | Isaac Huamalí Sánchez     | Socialismo del siglo XXI Marxismo-leninismo Mariateguismo          | Nuevo            | Nuevo            | [ 12 ] |
|             | FE          | Lista - Frente de la Esperanza (FE)                |            | Enos Escalante Paulino    | Reformismo                                                         | Nuevo            | Nuevo            | [ 12 ] |
|             | PU          | Lista - Pasco Unido (PU)                           |            | Juan Negrete Carhuaricra  | Regionalismo pasqueño                                              | Nuevo            | Nuevo            | [ 11 ] |
|             | JP          | Lista - Movimiento Regional Juventud Pasqueña (JP) |            | Elhyn Carranza de La Rosa | Regionalismo pasqueño                                              | Nuevo            | Nuevo            | [ 12 ] |

## Sondeos de opinión
Las siguientes tablas enumeran las estimaciones de la intención de voto en orden cronológico inverso, mostrando las más recientes primero y utilizando las fechas en las que se realizó el trabajo de campo de la encuesta. Cuando se desconocen las fechas del trabajo de campo, se proporciona la fecha de publicación.
Leyenda:
     Sondeo realizado en el periodo de prohibición legal de la difusión de sondeos de intención de voto.

### Intención de voto
La siguiente tabla enumera las estimaciones ponderadas (sin incluir votos en blanco y nulos) de la intención de voto.
| Encuestadora/Medio             | Fecha              | Muestra | Julio Rupay | Amanda López | Roger Taquire | Joel Camones | Enos Escalante | Elhyn Carranza | Isaac Huamalí | Juan Negrete | Luis Colqui | Dif. |  |  |  |  |
| ------------------------------ | ------------------ | ------- | ----------- | ------------ | ------------- | ------------ | -------------- | -------------- | ------------- | ------------ | ----------- | ---- |  |  |  |  |
| Encuestadora/Medio             | Fecha              | Muestra |             |              |               |              |                |                |               |              |             |      |  |  |  |  |
| Elecciones municipales de 2022 | 2 oct 2022         | —       | 20.0        | 17.8         | 13.7          | 13.4         | 11.8           | 8.9            | 6.2           | 5.6          | 2.6         | 2.2  |  |  |  |  |
|                                |                    |         |             |              |               |              |                |                |               |              |             |      |  |  |  |  |
| Ipsos Perú/América             | 2 oct 2022         | ?       | 17.1        | 20.7         | –             | 15.1         | 12.9           | 11.4           | –             | –            | –           | 3.6  |  |  |  |  |
| Ipsos Perú/América             | 2 oct 2022         | ?       | –           | 20.5         | –             | 17.8         | 14.2           | 13.6           | –             | –            | –           | 2.1  |  |  |  |  |
| Opina Perú                     | 19–23 sep 2022     | 100     | –           | 23.6         | –             | 30.3         | 10.1           | 20.2           | –             | –            | –           | 6.7  |  |  |  |  |
| J&M Consultora                 | 9–13 sep 2022      | 100     | –           | 22.7         | –             | 29.5         | 11.4           | 20.5           | –             | –            | –           | 6.8  |  |  |  |  |
| GESA                           | 1–12 sep 2022      | ?       | 14.9        | 21.3         | –             | 25.5         | 6.4            | 7.4            | 8.5           | 7.4          | 2.1         | 4.2  |  |  |  |  |
| GESA/Faro Geopolítico          | 23 may–17 jun 2022 | 300     | 6.4         | 22.3         | –             | 20.2         | 10.6           | 2.1            | 11.7          | 8.5          | 8.5         | 2.1  |  |  |  |  |

### Preferencias de voto
La siguiente tabla enumera las preferencias de voto en bruto (incluyendo blancos, viciados y sin respuesta) y no ponderadas.
| Encuestadora/Medio             | Fecha              | Muestra | Julio Rupay | Amanda López | Roger Taquire | Joel Camones | Enos Escalante | Elhyn Carranza | Isaac Huamalí | Juan Negrete | Luis Colqui | B/V  | NS/NO | Dif. |  |  |  |
| ------------------------------ | ------------------ | ------- | ----------- | ------------ | ------------- | ------------ | -------------- | -------------- | ------------- | ------------ | ----------- | ---- | ----- | ---- |  |  |  |
| Encuestadora/Medio             | Fecha              | Muestra |             |              |               |              |                |                |               |              |             |      |       |      |  |  |  |
| Elecciones municipales de 2022 | 2 oct 2022         | —       | 16.9        | 15.1         | 11.6          | 11.3         | 10.0           | 7.5            | 5.2           | 4.8          | 2.2         | 15.5 | –     | 1.8  |  |  |  |
|                                |                    |         |             |              |               |              |                |                |               |              |             |      |       |      |  |  |  |
| Opina Perú                     | 19–23 sep 2022     | 100     | –           | 21           | –             | 27           | 9              | 18             | –             | –            | –           | –    | 11    | 6    |  |  |  |
| J&M Consultora                 | 9–13 sep 2022      | 100     | –           | 20           | –             | 26           | 10             | 18             | –             | –            | –           | –    | 12    | 6    |  |  |  |
| GESA                           | 1–12 sep 2022      | 100     | 14          | 20           | –             | 24           | 6              | 7              | 8             | 7            | 2           | –    | 6     | 4    |  |  |  |
| GESA/Faro Geopolítico          | 23 may–17 jun 2022 | 300     | 6           | 21           | –             | 19           | 10             | 2              | 11            | 8            | 8           | –    | 6     | 2    |  |  |  |

## Resultados

### Sumario general
|                        |                                            |              |              |              |           |           |
| Partidos y coaliciones | Partidos y coaliciones                     | Voto popular | Voto popular | Voto popular | Regidores | Regidores |
| Partidos y coaliciones | Partidos y coaliciones                     | Votos        | %            | +/−          | Total     | +/−       |
|                        | Somos Perú (SP)                            | 12,739       | 19.96        | +12.25       | 7         | +7        |
|                        | Pasco Dignidad (PD)                        | 11,363       | 17.81        | –5.15        | 1         | –6        |
|                        | Pasco Verde (PV)                           | 8,731        | 13.68        | +1.91        | 1         | ±0        |
|                        | Podemos Perú (PP)                          | 8,559        | 13.41        | –3.53        | 1         | ±0        |
|                        | Frente de la Esperanza (FE)                | 7,558        | 11.84        | Nuevo        | 1         | +1        |
|                        | Movimiento Regional Juventud Pasqueña (JP) | 5,689        | 8.91         | Nuevo        | 0         | ±0        |
|                        | Perú Libre (PL)                            | 3,947        | 6.18         | Nuevo        | 0         | ±0        |
|                        | Pasco Unido (PU)                           | 3,597        | 5.64         | Nuevo        | 0         | ±0        |
|                        | Alianza para el Progreso (APP)             | 1,634        | 2.56         | –16.08       | 0         | –2        |
|                        |                                            |              |              |              |           |           |
| Total                  | Total                                      | 63,817       |              |              | 11        | ±0        |
|                        |                                            |              |              |              |           |           |
| Votos válidos          | Votos válidos                              | 63,817       | 84.53        | +0.37        |           |           |
| Votos en blanco        | Votos en blanco                            | 5,300        | 7.02         | +0.63        |           |           |
| Votos nulos            | Votos nulos                                | 6,380        | 8.45         | –1.00        |           |           |
| Votos emitidos         | Votos emitidos                             | 75,497       | 71.17        | –5.74        |           |           |
| Abstenciones           | Abstenciones                               | 30,577       | 28.83        | +5.74        |           |           |
| Votantes registrados   | Votantes registrados                       | 106,074      |              |              |           |           |
|                        |                                            |              |              |              |           |           |
| Fuente:                |                                            |              |              |              |           |           |

### Concejo Provincial de Pasco
| Cargo                        | Autoridad electa           | Partido político | Partido político       |
| ---------------------------- | -------------------------- | ---------------- | ---------------------- |
| Alcalde Provincial de Pasco  | Julio Rupay Malpartida     |                  | Somos Perú             |
| Regidora Provincial de Pasco | Alexandra Villodas Aguirre |                  | Somos Perú             |
| Regidor Provincial de Pasco  | Abel Robles Carbajal       |                  | Somos Perú             |
| Regidora Provincial de Pasco | Juana Ruiz Morales         |                  | Somos Perú             |
| Regidor Provincial de Pasco  | José Palomino Pastrana     |                  | Somos Perú             |
| Regidora Provincial de Pasco | Lilian Picoy Llana         |                  | Somos Perú             |
| Regidor Provincial de Pasco  | Wilfredo Carlos Valle      |                  | Somos Perú             |
| Regidora Provincial de Pasco | Nelsi Diaz Ortega          |                  | Somos Perú             |
| Regidor Provincial de Pasco  | César López Huere          |                  | Pasco Dignidad         |
| Regidor Provincial de Pasco  | Roger Taquire Meléndez     |                  | Pasco Verde            |
| Regidor Provincial de Pasco  | Frank Cruz Olarte          |                  | Podemos Perú           |
| Regidor Provincial de Pasco  | Efrén Inga Atencio         |                  | Frente de la Esperanza |

## Elecciones municipales distritales

### Sumario general
| Partidos y coaliciones | Partidos y coaliciones                     | Voto popular | Voto popular | Voto popular | Alcaldías | Alcaldías |
| Partidos y coaliciones | Partidos y coaliciones                     | Votos        | %            | +/−          | Total     | +/−       |
| ---------------------- | ------------------------------------------ | ------------ | ------------ | ------------ | --------- | --------- |
|                        | Somos Perú (SP)                            | 12,047       | 24.15        | +15.62       | 2         | +1        |
|                        | Pasco Dignidad (PD)                        | 8,950        | 17.95        | +11.20       | 2         | +1        |
|                        | Pasco Verde (PV)                           | 8,834        | 17.71        | +3.59        | 2         | +1        |
|                        | Podemos Perú (PP)                          | 4,745        | 9.51         | –13.60       | 2         | –1        |
|                        | Movimiento Regional Juventud Pasqueña (JP) | 4,174        | 8.37         | Nuevo        | 1         | +1        |
|                        | Frente de la Esperanza (FE)                | 2,900        | 5.81         | Nuevo        | 1         | +1        |
|                        | Pasco Unido (PU)                           | 2,406        | 4.82         | Nuevo        | 0         | ±0        |
|                        | Acción Popular (AP)                        | 2,351        | 4.71         | –1.38        | 1         | +1        |
|                        | Alianza para el Progreso (APP)             | 1,327        | 2.66         | –16.72       | 1         | –3        |
|                        | Perú Libre (PL)                            | 1,326        | 2.66         | Nuevo        | 0         | ±0        |
|                        | Juntos por el Perú (JP)                    | 814          | 1.63         | +1.38        | 0         | ±0        |
|                        |                                            |              |              |              |           |           |
| Total                  | Total                                      | 49,874       |              |              | 12        | ±0        |
|                        |                                            |              |              |              |           |           |
| Votos válidos          | Votos válidos                              | 49,874       | 85.66        | –0.43        |           |           |
| Votos en blanco        | Votos en blanco                            | 5,062        | 8.69         | +2.01        |           |           |
| Votos nulos            | Votos nulos                                | 3,288        | 5.65         | –1.58        |           |           |
| Votos emitidos         | Votos emitidos                             | 58,224       | 71.29        | –5.33        |           |           |
| Abstenciones           | Abstenciones                               | 23,444       | 28.71        | +5.33        |           |           |
| Votantes registrados   | Votantes registrados                       | 81,668       |              |              |           |           |
|                        |                                            |              |              |              |           |           |
| Fuente:                |                                            |              |              |              |           |           |

### Resultados por distrito
La siguiente tabla enumera el control de los distritos de la provincia de Pasco. El cambio de mando de una organización política se resalta del color de ese partido.
| Distrito                            | Alcalde(sa) titular      | Partido político | Partido político         | Alcalde(sa) electo(a)        | Partido político | Partido político         |
| ----------------------------------- | ------------------------ | ---------------- | ------------------------ | ---------------------------- | ---------------- | ------------------------ |
| Huachón                             | Teodoro Durán Flores     |                  | Alianza para el Progreso | Giancarlo Paredes Cortez     |                  | Pasco Verde              |
| Huariaca                            | Edinson Llanos Gonzales  |                  | Alianza para el Progreso | Óscar Berrospi Rubín         |                  | Alianza para el Progreso |
| Huayllay                            | Román Marcelo Callupe    |                  | Podemos Perú             | Florencio Pajuelo Inza       |                  | Acción Popular           |
| Ninacaca                            | César López Huere        |                  | Alianza para el Progreso | Pedro Espinoza Córdova       |                  | Pasco Verde              |
| Pallanchacra                        | Wilfredo Chamorro Guzmán |                  | Frente Andino Amazónico  | Carlos Guillermo Rosas       |                  | Podemos Perú             |
| Paucartambo                         | Luis Pomachagua Osorio   |                  | Pasco Verde              | Rómulo Maximiliano Velásquez |                  | Juventud Pasqueña        |
| San Francisco de Asís de Yarusyacán | Edward Cabello Rosas     |                  | Alianza para el Progreso | Máximo Sinche Arrieta        |                  | Somos Perú               |
| Simón Bolívar                       | Pablo Valentín Melgarejo |                  | Podemos Perú             | Jaime Zelada Chamorro        |                  | Podemos Perú             |
| Ticlacayán                          | Ángela Janampa Torres    |                  | Podemos Perú             | Ronald Meza Díaz             |                  | Somos Perú               |
| Tinyahuarco                         | Roberto Capcha Ramírez   |                  | Pasco Dignidad           | Óscar Espinoza Trelles       |                  | Pasco Dignidad           |
| Vicco                               | Zenón Espinoza Panez     |                  | Somos Perú               | Luis Malpartida Mauricio     |                  | Frente de la Esperanza   |
| Yanacancha                          | Omar Raraz Pascual       |                  | Frente Andino Amazónico  | Julio Cajahuaman Quispe      |                  | Pasco Dignidad           |